# فرانك غينز هاريس
فرانك غينز هاريس هو محامي وقاضي وسياسي أمريكي، ولد في 25 أبريل 1871 في كولومبيا في الولايات المتحدة، وتوفي في 30 ديسمبر 1944 في جفرسون سيتي في الولايات المتحدة. نشط حزبياً في الحزب الديمقراطي. وقد انتخب عضو مجلس نواب ولاية ميزوري ‏.